# وانا روسا
وانا روسا (به لاتین: Vana-Roosa) یک روستا در استونی است که در ورستو پاریش واقع شده‌است.

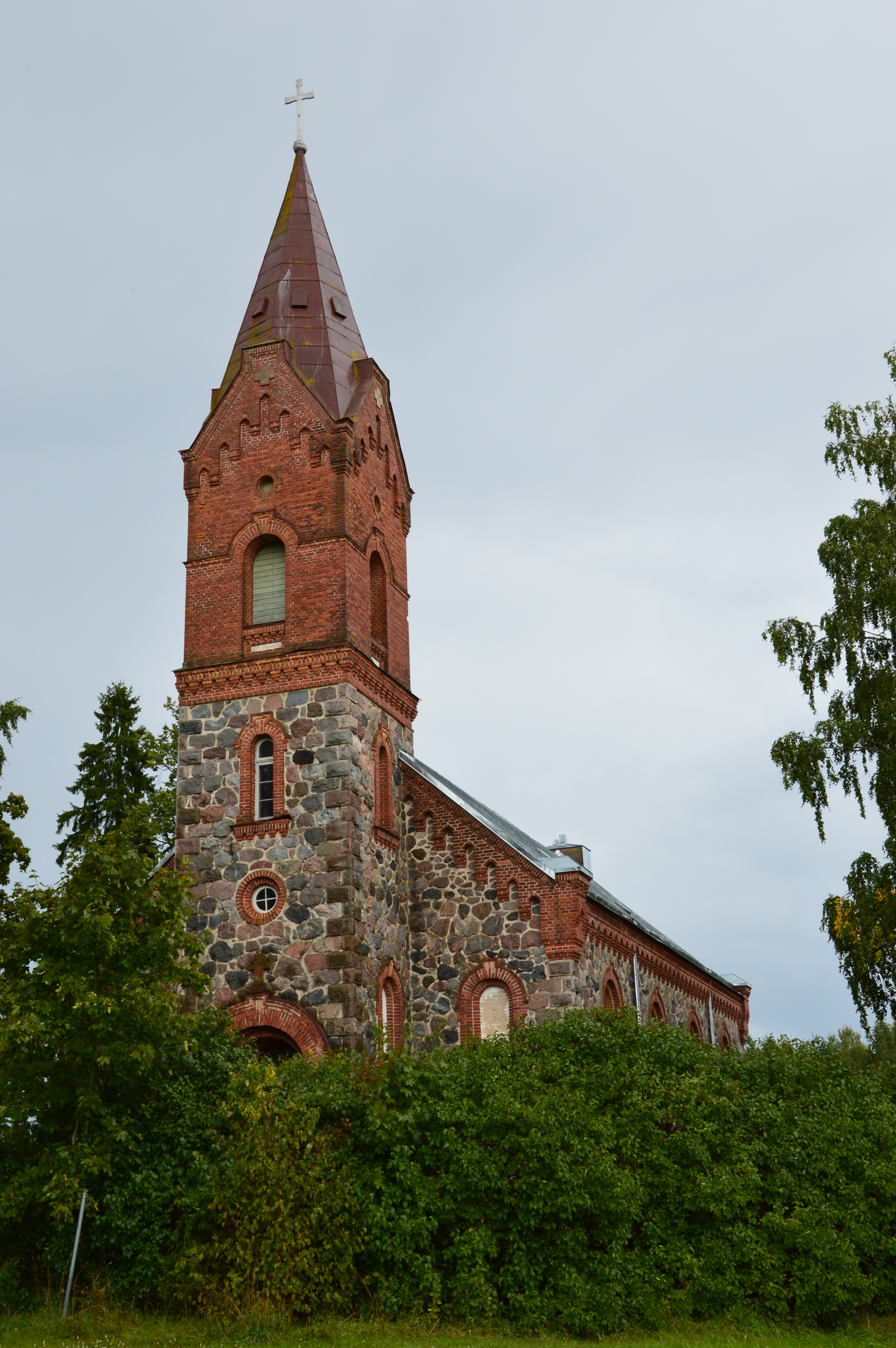
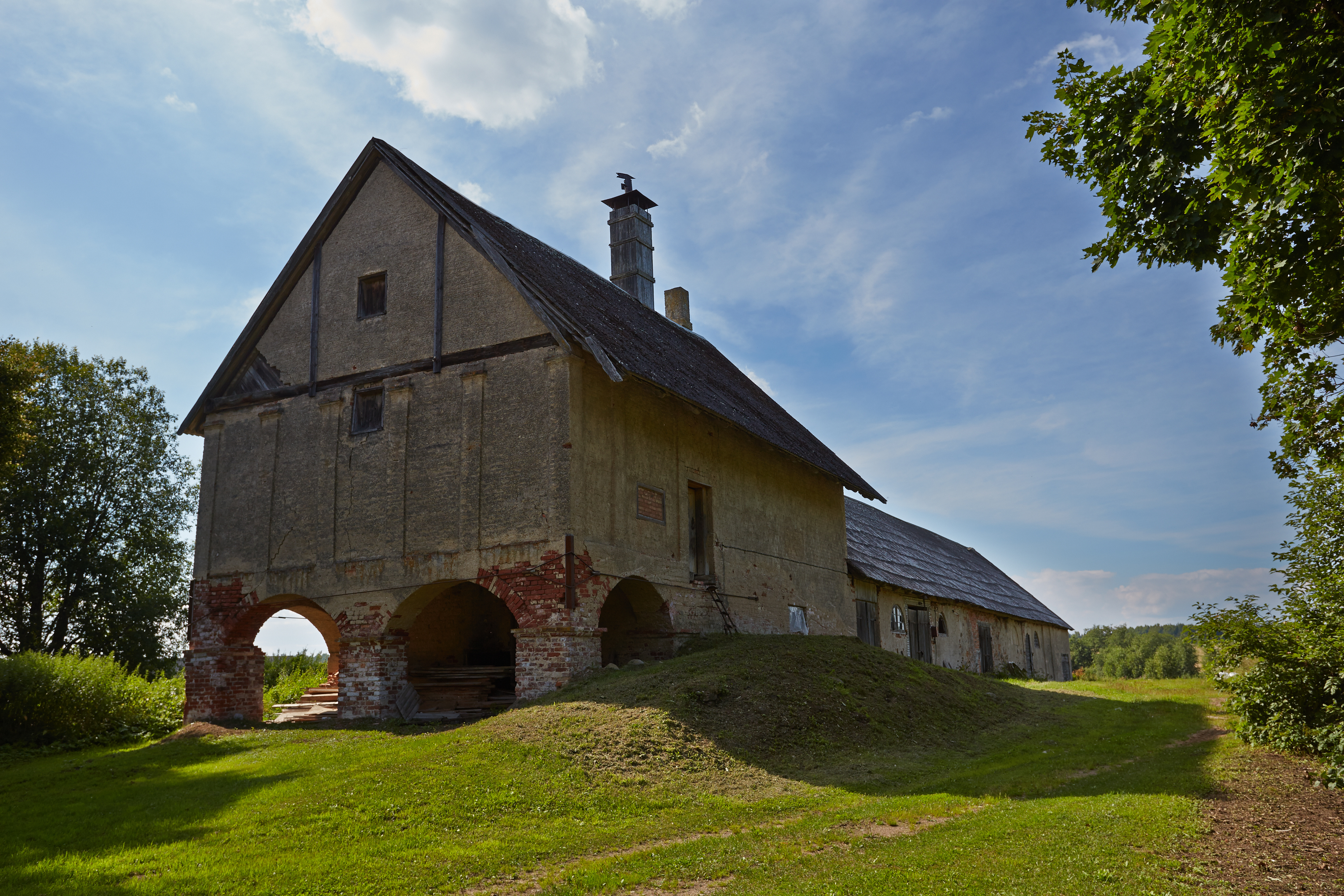
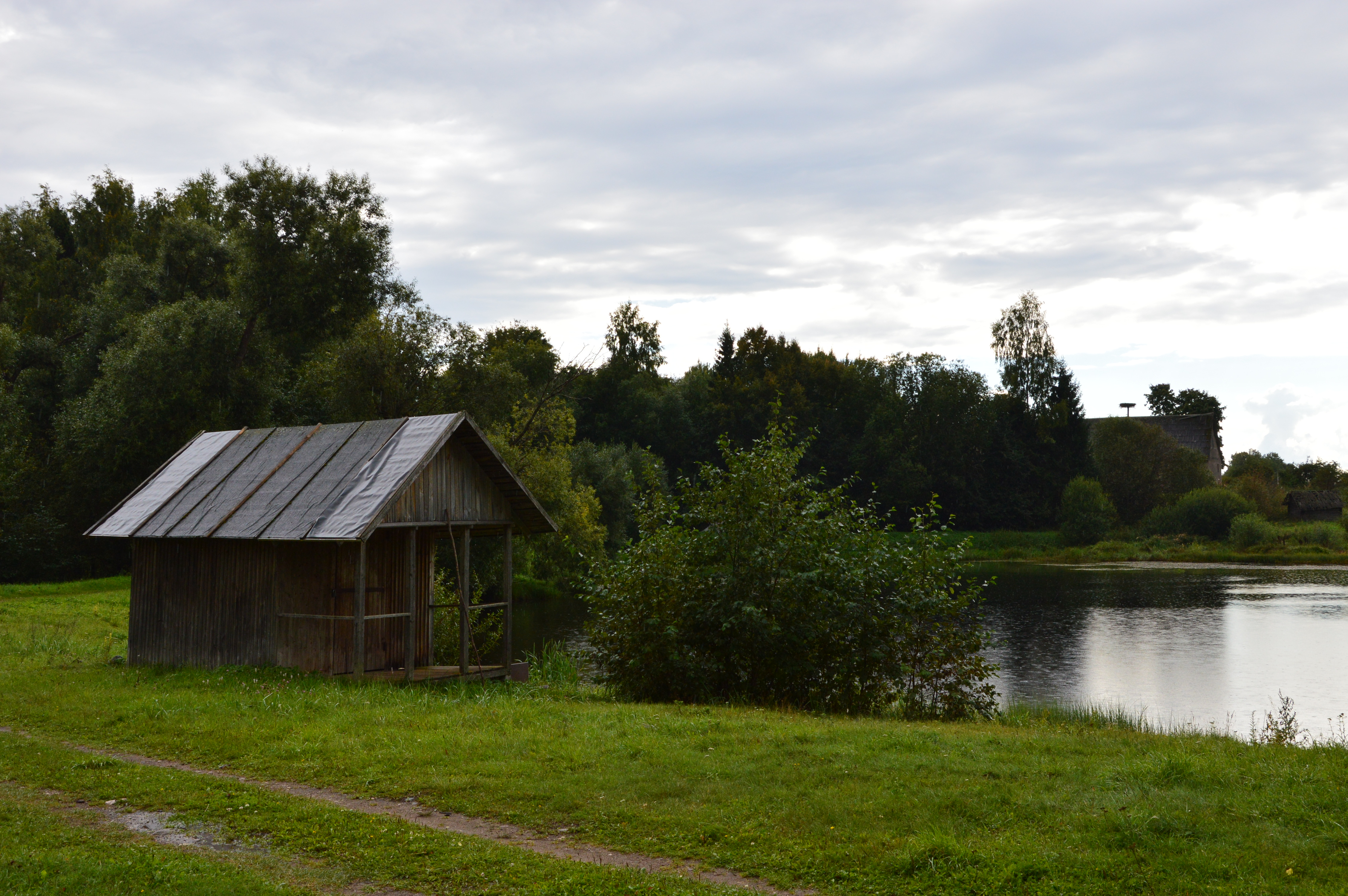